# Paradyte crinoidicola
Paradyte crinoidicola är en ringmaskart som först beskrevs av Frank Armitage Potts 1910.  Paradyte crinoidicola ingår i släktet Paradyte och familjen Polynoidae. Inga underarter finns listade i Catalogue of Life.